# Dudley
Dudley (engelskt uttal: [ˈdʌdli] lyssna (fil)) är en stad i grevskapet West Midlands i centrala England. Staden är huvudort i distriktet med samma namn och ligger cirka 9 kilometer sydost om Wolverhampton samt cirka 13 kilometer nordväst om Birmingham. Tätortsdelen (built-up area sub division) Dudley hade 79 379 invånare vid folkräkningen år 2011. Dudley ingår i tätorten West Midlands och låg historiskt sett i Worcestershire. Staden ses ofta som huvudorten i Black Country.

## Historia

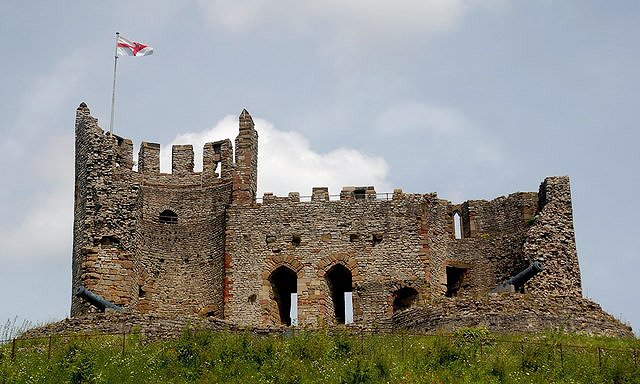
Dudley Castle.

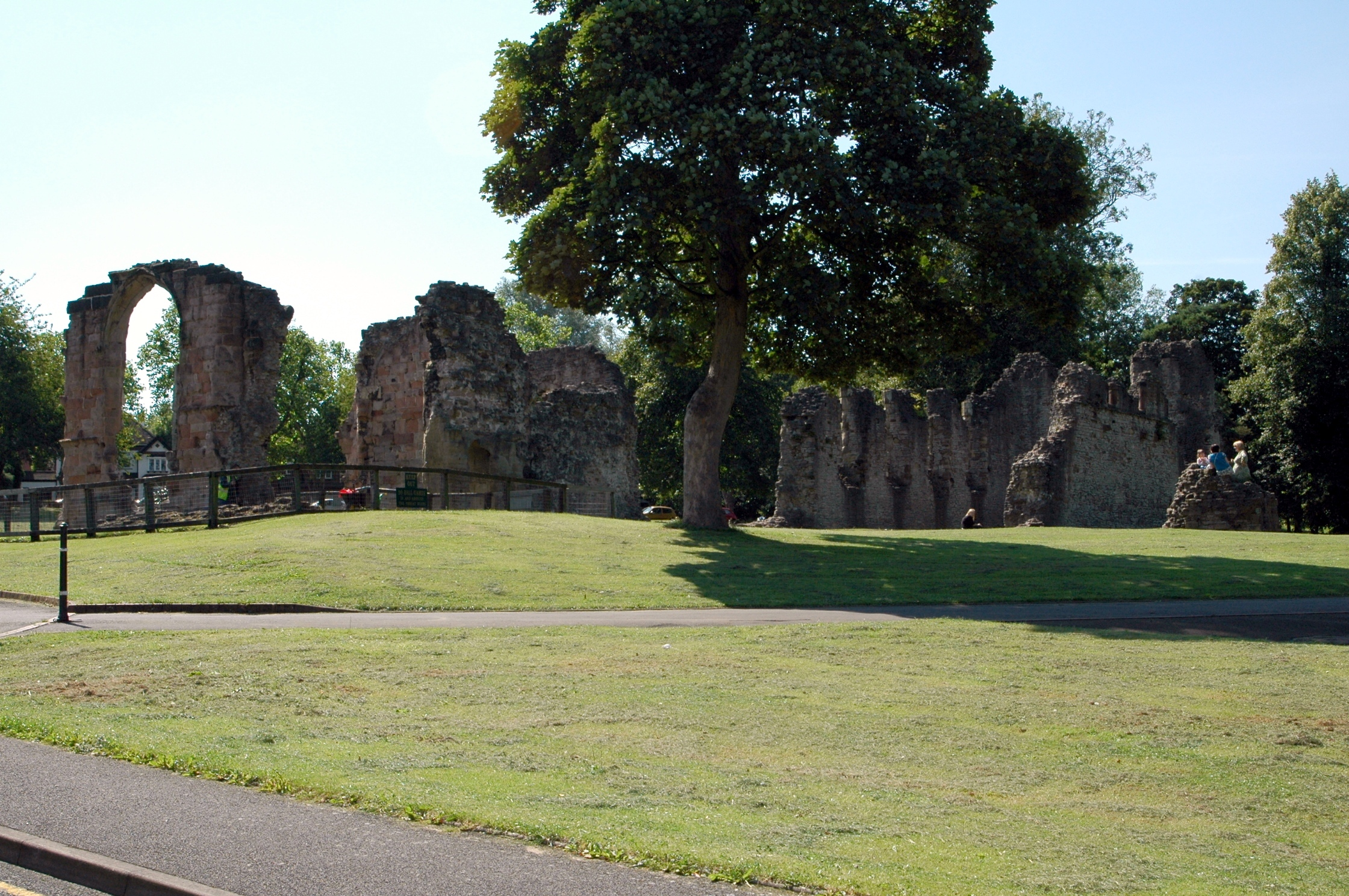
Ruinerna av Dudley Priory.

Dudleys historia går tillbaka till medeltiden. Borgen Dudley Castle har stått på en höjd strax utanför Dudleys centrum sedan 1000-talet, och omnämns i Domesday Book. Staden nämndes i Domedagsboken (Domesday Book) år 1086, och kallades då Dudelei. Den nuvarande borgen byggdes främst under 1200-talet och blev utgångspunkten för stadens fortsatta tillväxt. Ruinerna av St James Priory eller Dudley Priory härstammar från 1100-talet.
Staden industrialiserades snabbt under 1700- och 1800-talen, och befolkningen ökade hastigt. De viktigaste industrierna var kol- och kalkstensbrytning. Metall-, glas-, textil- och läderindustrier var också omfattande. De flesta av dessa har minskat i betydelse under de senaste årtiondena.
Orten Lower Gornal strax utanför Dudley var epicentrum för en jordbävning 2002, som var den kraftigaste jordbävningen som drabbat Storbritannien på nära 10 år.

### Administrativ historik
Dudley blev en municipal borough, och en county borough (ungefär landstingsfri stad) 1889, omfattande själva staden och byarna Woodside och Netherton. 1966 utökades denna kommun med Brierley Hill, Sedgley, ungefär halva Coseley och andra mindre områden. Dessa områden låg huvudsakligen i Staffordshire, så Dudley överfördes samtidigt från Worcestershire till Staffordshire. 1974 bildade Dudley, Halesowen och Stourbridge Metropolitan Borough of Dudley, i det nya grevskapet West Midlands.

## Sport
Dudley är en av de största städerna i England som aldrig har haft ett lag i The Football League. De viktigaste klubbarna, Dudley Town FC och Dudley Sports FC, har aldrig nått längre än till Southern Football League.